# The Disobedient Child

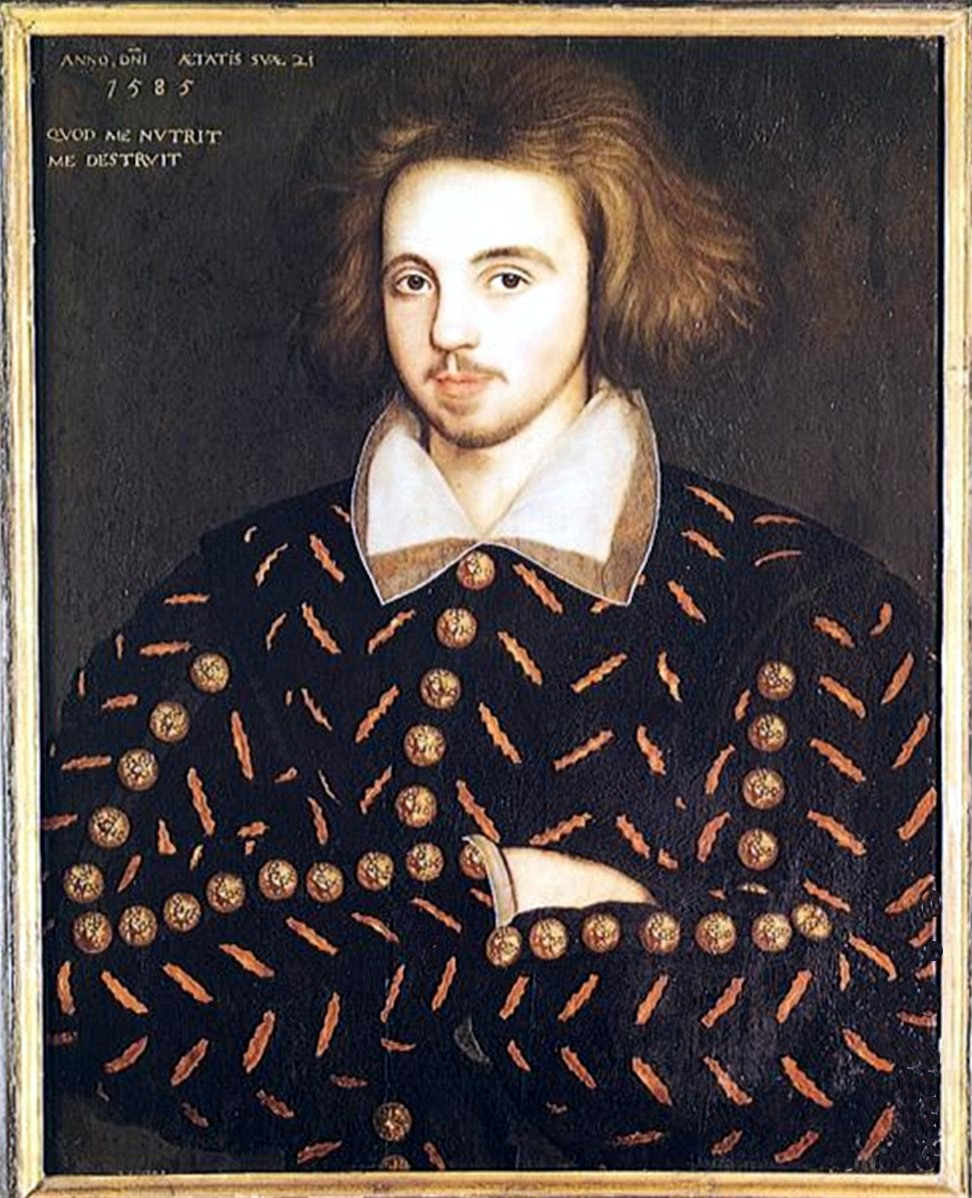
Junger Mann „in seinem 21. Jahr“, 1585 (Symbolbild)

The Disobedient Child (deutsch: Das ungehorsame Kind) ist ein auf Frühneuenglisch abgefasstes Schauspiel des ansonsten unbekannt gebliebenen Studenten Thomas Ingelend aus Cambridge. Das Morality Play (Interlude) orientiert sich am biblischen Gleichnis vom verlorenen Sohn und entstand vermutlich um das Jahr 1560. Der vollständige Titel lautet: A pretie and mery new Enterlude called The Disobedient Child, compiled by Thomas Ingelend, late Student in Cambridge.

## Schauspiel

### Entstehung
Über den Verfasser des Schauspiels, Thomas Ingelend, ist lediglich bekannt, dass er als „late student in Cambridge“ bezeichnet wird oder sich selbst so bezeichnete. Der Name des Autors taucht in keinem weiteren literarischen Zusammenhang auf. Einige Besonderheiten im Dialekt der verwendeten Sprache (whan/than für when/then; togyther für together) weisen auf eine Herkunft im südöstlichen England hin.
Das Stück entstand vermutlich entweder zum Ende der Regentschaft von Henry VIII. oder zu Beginn der Herrschaft von Königin Elisabeth I. (1558–1558). In der überlieferten Version sind alle Darsteller am Ende der Handlung dazu angehalten, die Königin in ihr Gebet einzuschließen: „And last of all to make an ende,// O God to the we most humble praye,// That to Queene Elizabeth thou do sende// Thy lyvely pathe and perfect waye! (…) God save the Queene.“ Auf das Gebet folgt ein Lied („Songe“), in dem die Vergänglichkeit alles Weltlichen besungen wird. Erst damit endet der Text.
Es wurde nur eine Auflage des Stücks bei Thomas Colwell, einem Verleger in der Londoner „Fletstrete“, um das Jahr 1560 gedruckt. Eine Kopie befindet sich im Britischen Museum (C. 34, c. 35). Eine weitere Kopie gelangte 1906 in den Verkauf und wurde von einem Mr. Quaritch erworben, der das Buch anschließend mit 284 ₤ bewertete.
Das Interlude vom ungehorsamen Kind erschien im gleichen Zeitraum wie das Lustspiel Ralph Royster Doyster von Nicholas Udall (Schulleiter am Eton College), das lange Zeit als erste englische Komödie galt. Udalls Schulkomödie wurde zwischen 1540 und 1552 verfasst, aber erst nach 1558 postum veröffentlicht.

### Handlung
In der „Citie of London“ lebt ein wohlhabender Witwer mit seinem verwöhnten Sohn. In einer Unterredung bittet der Sohn seinen Vater um Rat. Welchen Weg soll er beschreiten, um dieses kurze Leben möglichst glücklich zu verbringen? Der Vater rät ihm zum Besuch einer höheren Schule, denn durch Lernen, Wissen und Wissenschaft könne er sich später ein angenehmes Leben verschaffen. Der Sohn jedoch lehnt entschieden ab: “naye, father, naye! Go to the schole is not the best waye” („nein, Vater, nein! Zur Schule gehen ist nicht der beste Weg“). Stattdessen will der Sohn seine schöne Geliebte heiraten. Der Vater verweigert jedoch die Zustimmung zur Hochzeit, aber der Sohn heiratet sie trotzdem. Da er hinterher weder die Hochzeit noch den gemeinsamen Hausstand bezahlen kann, ist der verwöhnte Sohn gezwungen arbeiten zu gehen. Als ungelernte Arbeitskraft muss er lauter niedere Arbeiten verrichten, wobei er sich noch dazu sehr ungeschickt anstellt. Ohne Geld erkaltet die Liebe zwischen Mann und Frau und die materiell veranlagte Ehefrau beschimpft und schlägt den Gatten sogar. Am Ende kehrt der verschuldete Sohn reumütig zum Vater zurück und bittet ihn um Geld, doch der Vater versorgt ihn stattdessen mit Ratschlägen.

### Personen
In der Reihenfolge ihres Auftretens:
- The Prologue Speaker (Der Vorredner)
- The Rycheman bzw. The Father (Der wohlhabende Vater)
- The Rycheman’s Sonne bzw. The Husbande (Der Sohn und spätere Ehemann)
- The Mancooke bzw. Longtong (Der Koch Langzunge)
- The Womancooke/Maydecooke bzw. Blanche Blabbe-it-out (Die Köchin Blanche Plaudertasche)
- The Young Woman bzw. The Wyfe (Die junge Ehefrau)
- The Servingman (Der Bedienstete)
- The Priest (Der Priester)
- The Devyll bzw. Satan (Der Teufel)
- The Perorator (Der Schlussredner)

## Rezeption
Der Brite John S. Farmer bezeichnete das Stück in seinem Vorwort zur Neuausgabe von 1908 als „one of the rarest and best of the pre-Shakespearean dramas“ (deutsch: „eines der seltensten und besten Vor-Shakespeare-Dramen“).
Die Komödie enthält den englischen Ausspruch: None is so deafe as who wyll not heare. (heutiges Englisch: None is so deaf as who will not hear.) Die Autorschaft für diese Redewendung in der Form „Niemand ist so taub, als wer nicht hören will“ wird fälschlicherweise oft Karl Marx zugeschrieben.

## Ausgaben
- Thomas Ingelend: The Interlude of the Disobedient Child. Thomas Colwill, London, Fleet Street, ca. 1560.
- James Orchard Halliwell (Hrsg.): A pretie and mery new Enterlude called The Disobedient Child, compiled by Thomas Ingelend, late Student in Cambridge. Percy Society, London, März 1848, 60 Seiten. (via Google Books)
- Thomas Ingelend: The Disobedient Child. Faksimile, T.C & E.C. Jack, London 1908. (via Internet Archive)